# Лягушенский сельсовет
Лягушенский сельсовет — сельское поселение в Купинском районе Новосибирской области Российской Федерации.
Административный центр — село Лягушье.

## История
Статус и границы сельского поселения установлены Законом Новосибирской области от 2 июня 2004 года № 200-ОЗ «О статусе и границах муниципальных образований Новосибирской области»

## Население
| 2002  | 2010  | 2012  | 2013  | 2014  | 2015  | 2016  |
| ----- | ----- | ----- | ----- | ----- | ----- | ----- |
| 1558  | ↘1498 | ↘1474 | ↘1461 | ↘1447 | ↘1436 | ↘1400 |
| 2017  | 2018  | 2019  | 2020  | 2021  |       |       |
| ↗1404 | ↘1391 | ↘1373 | ↘1352 | ↘1331 |       |       |

## Состав сельского поселения
| № | Населённый пункт | Тип населённого пункта       | Население |
| - | ---------------- | ---------------------------- | --------- |
| 1 | Горносталиха     | деревня                      | ↘14       |
| 2 | Лукошино         | деревня                      | ↗617      |
| 3 | Лягушье          | село, административный центр | ↘867      |

### Упразднённые населённые пункты
Мурашевка — упразднённая в 1977 году деревня.